# Humberto Solás
Humberto Bárbaro Solás Borrego (La Habana, 4 de diciembre de 1941-Ibíd., 17 de septiembre de 2008) fue un director de cine, productor y guionista cubano. Recordado por su filme Lucía (1968), considerado uno de los diez filmes más importantes de América Latina.

## Biografía
Licenciado en Historia por la Universidad de La Habana, pronto comenzó a dedicarse al cine. En 1960 inició su andadura en el Instituto Cubano de Arte e Industria Cinematográfico, primero como asistente de dirección y más tarde como productor.
Su proyección internacional la alcanzó con Un hombre de éxito (1986), primera película cubana en ser candidata al Óscar a la mejor película de habla no inglesa. Obtuvo el Premio Nacional de Cine de Cuba en 2005. En 2003 creó el Festival Internacional de Cine Pobre, una muestra alternativa en Gibara.
Al fallecer, el Instituto Cubano del Cine destacó su figura diciendo:

El Cine Pobre de Humberto Solás, continuará el enorme desafío ético de Humberto de consolidar, con una visión igualmente pragmática, múltiples espacios profesionales cinematográficos de rigor artístico en Cuba y el extranjero. Su magisterio será referente obligado para las presentes y futuras generaciones de cineastas e intelectuales que unen sus vidas al destino de sus pueblos.

## Filmografía
- La huida (1958)
- Casablanca (1961)
- Minerva traduce el mar (1962)
- El refrato 1963 (cortometraje)[5]
- El Acoso 1964 (cortometraje)[5]
- Manuela (1966)
- Lucía (1968)
- Un día de noviembre (1972)
- Simparelé (1974)
- Cantata de Chile (1975)
- Cecilia (1981)
- Amada (1983)
- Un hombre de éxito (1986)
- El siglo de las luces (1991)
- Miel para Oshún (2001) Premio Ariel a Mejor Película Iberoamericana en 2002.
- Adela (2005)
- Barrio Cuba (2005)

## Premios y nominaciones
Festival Internacional de Cine de San Sebastián
| Año  | Categoría                           | Película  | Resultado |
| ---- | ----------------------------------- | --------- | --------- |
| 1974 | Concha de Oro al mejor cortometraje | Simparele | Ganador   |